# Maksymilian Hilary Ossoliński
Maksymilian Hilary Ossoliński herbu Topór (1734–1791) – pułkownik regimentu niemieckiego wojsk francuskich i starosta sandomierski. 
Starszy syn Józefa Kantego Ossolińskiego h. Topór (1707–1780 w Rymanowie) – starosty sandomierskiego, posła, wojewody wołyńskiego (od 1757), hrabiego na Tęczynie i matki Teresy Stadnickiej - Ossolińskiej, po mężu, (1717–1776), z hrabiów na Żmigrodzie, wnuczki Jana Franciszka Stadnickiego, wojewodziny wołyńskiej w Rymanowie, właścicielki Leska, Bukowska i Dynów. 
Maksymilian Hilary Ossoliński po odbyciu nauki w kolegium jezuitów w Warszawie, wyjechał w swą podróż edukacyjną po Europie Zachodniej. Przygotowywany był on do przejęcia majątków, które pozostać miały po jego dziadku Franciszku Maksymilianie we Francji. 
Gdy miał 14 lat, w r. 1748, przedstawiony został na dworze Ludwika XV. 
W 1753 r. w wieku 19 lat otrzymał stopień pułkownika regimentu alzackiego w armii francuskiej i był częstym gościem na dworze króla Stanisława Leszczyńskiego. 19 stycznia 1756 roku zrzekł się narodowości polskiej, przyjmując obywatelstwo francuskie. by w przyszłości objąć po swym dziadku spadku we Francji. Franciszek Maksymilian Ossoliński wówczas bardzo podupadł na zdrowiu, i zmarł 1 lipca 1756 roku. W kilka godzin po jego śmierci został odczytany testament ustanawiający jego wnuka Maksymiliana, dziedzicem dużej fortuny w Lotaryngii i Alzacji. 
Maksymilian Hilary Ossoliński zawarł związek małżeński w podeszłym wieku, pozostawiając potomka.